# Smith & Wesson Bodyguard 380

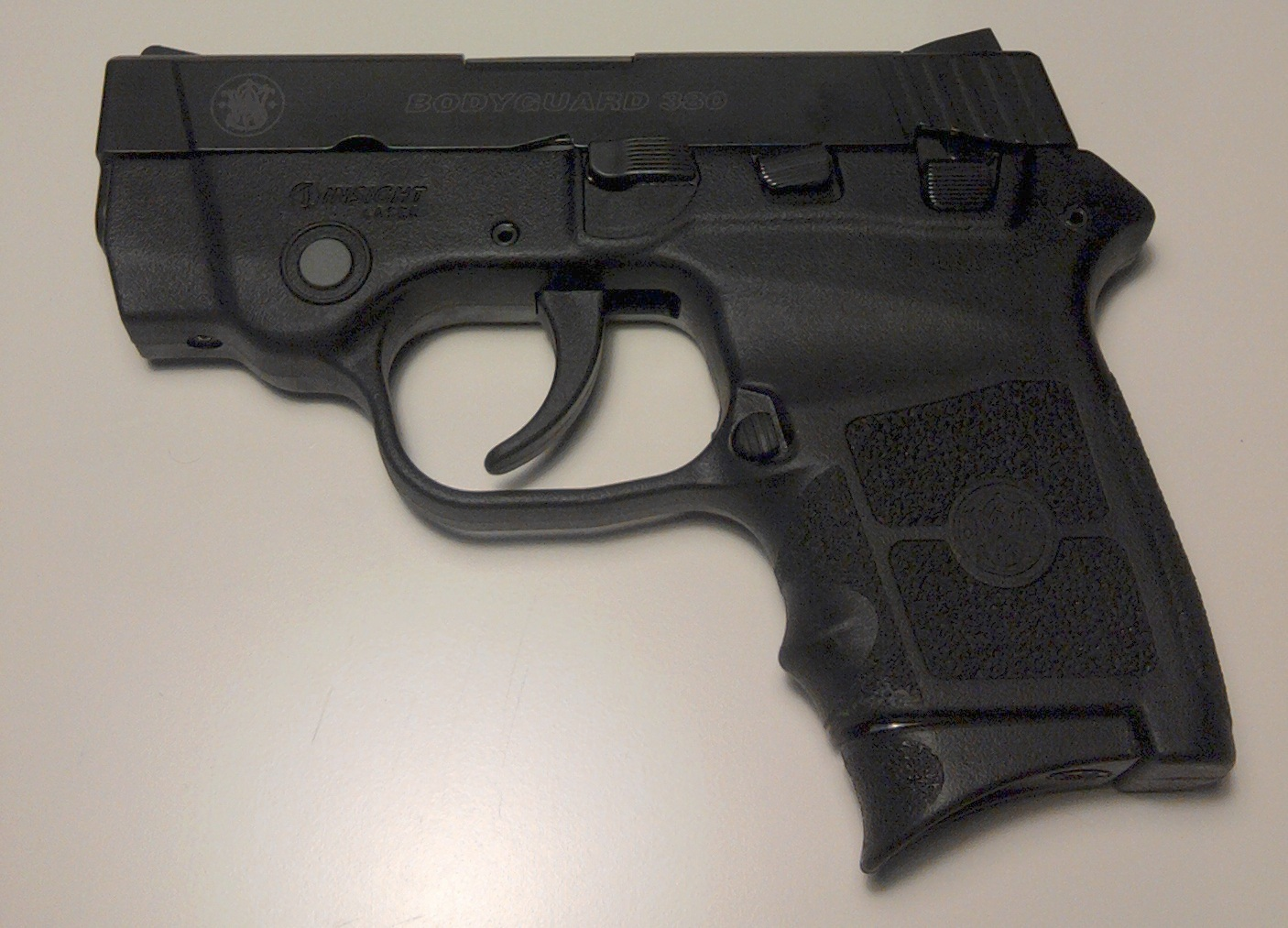
Uma Smith & Wesson Bodyguard 380

A Smith & Wesson Bodyguard 380, é uma pistola semiautomática compacta, desenvolvida pela Smith & Wesson, usando o cartucho .380 ACP.   

## Características
O corpo da Bodyguard 380 é feito de polímero, enquanto o cano, o ferrolho e partes internas, são feitas de aço. O gatilho, é exclusivamente de ação dupla. As versões iniciais da Bodyguard 380 tinham uma mira laser integrada.
Versões recentes, sob a marca M&P (também da Smith & Wesson), estão disponíveis sem a mira laser, ou têm uma mira laser da empresa Crimson Trace integrada.[carece de fontes?]